# Maria Pătrașcu
Maria Pătrașcu (n. 19 ianuarie 1997, București, România) este o jucătoare profesionistă de tenis canadiană de origine română.
Pătrașcu a câștigat un titlu de dublu în circuitul  ITF în carieră. Pe 27 iunie 2016, a ajuns la cea mai bună clasare la simplu din lume: locul 819. Pe 27 octombrie 2014 a fost numărul 647, cea mai bună clasare în lume la dublu.
Pătrașcu  a debutat în turneele WTA la Coupe Banque Nationale din 2014, după ce a primit un wildcard cu Ayan Broomfield în turneul de dublu.

## Rezultate împotriva jucătorilor din top 100
Pătrașcu are un procentaj de 100% partide câștigate față de jucătorii clasați în top 100 la momentul meciului, după cum urmează:
- Elena Vesnina 0-1

*Statistici din 24 iulie 2016

## Legături externe
- Maria Pătrașcu la Women's Tennis Association
- Maria Pătrașcu la International Tennis Federation
- Maria Pătrașcu pe Instagram